# Блу Эйнджел
Блу Эйнджел (англ. Blue Angel), настоящее имя Вивьен Тот (венг. Tòth Vivien; род. 21 июня 1988 года, Мишкольц, Венгрия) — венгерская порноактриса и фотомодель.

## Биография
Родилась в 1988 году в Венгрии. Начала свою карьеру в индустрии развлечений для взрослых в 2007 году в возрасте 18 лет; с тех пор она снялась в более чем 250 порнографических фильмах.

## Награды и номинации
| Год  | Премия     | Результат | Номинация                                     | Работа                     |
| ---- | ---------- | --------- | --------------------------------------------- | -------------------------- |
| 2009 | AVN Awards | Номинация | Лучшая сексуальная сцена в иностранном фильме | Hell Is Where the Party Is |
| 2009 | AVN Awards | Номинация | Иностранная актриса года                      | н/д                        |
| 2009 | Hot d’Or   | Номинация | Лучшая европейская звезда                     | н/д                        |
| 2010 | AVN Awards | Номинация | Лучшая сексуальная сцена в иностранном фильме | Rocco: Puppet Master 3     |
| 2010 | AVN Awards | Номинация | Иностранная актриса года                      | н/д                        |
| 2011 | AVN Awards | Номинация | Иностранная актриса года                      | н/д                        |
| 2011 | XBIZ Award | Номинация | Иностранная актриса года                      | н/д                        |
| 2012 | AVN Awards | Номинация | Иностранная актриса года                      | н/д                        |
| 2013 | XBIZ Award | Номинация | Иностранная актриса года                      | н/д                        |

## Избранная фильмография
- 2007 : Club Girls 1
- 2007 : Touch Me 1
- 2008 : Lesbian Liaisons 2
- 2008 : My Euro Sex Vacation 2
- 2009 : Sensual Seductions 3
- 2009 : Top Wet Girls 3 & 4
- 2010 : Budapest 2
- 2010 : Lesbian Affair 1
- 2011 : Budapest 8
- 2011 : Pink on Pink 4
- 2012 : Budapest 10
- 2012 : My Girlfriend Likes Pussy
- 2013 : Suck My Cunt
- 2013 : Bitches in Uniform 2
- 2013 : Club Pink Velvet: Filling The Slots
- 2014 : Licking For Treasures
- 2014 : Lusty Lesbo Action
- 2015 : Lesbian Play
- 2015 : Masturbating Glamourdolls
- 2016 : Girl Obsession
- 2016 : Just Put It in My Ass
- 2017 : Triple Licking